# Paliszander
A paliszander a Dalbergia nemzetséghez tartozó fa, illetve elsősorban annak értékes, gyakran illatos anyaga. Általában bíbor-vöröses-barnás színe van, sötétebb erezettel. Elsősorban angol nyelvterületen, de magyarul is, egyéb, nem rokon fajok anyagával együtt rózsafának (rosewood) is nevezik.

## Dalbergia fajok

### Dalbergia nigra
Történelmileg ez adta az első olyan újvilági faanyagot, amit kizárólag a szépsége miatt importáltak Európába, és ma is ez az egyik legnagyobb becsben tartott, szinte misztikus tulajdonságokkal felruházott faanyag.
Elnevezései: jacaranda, caviuna, rio palisander.
A fa Dél-Amerikában, Kelet-Brazíliában, a trópusi alsó esőerdőkben honos. Nagyon lassú növekedésű, nem nagy termetű növény, törzsének használható gesztje eléggé kicsi. Szabálytalan növése is hozzájárul dekoratív mintázatához. Anyagának tartós mandulaillata van. A kipusztulás fenyegeti, 1992 óta a CITES első listáján, a különösen veszélyeztetett fajok között szerepel.
A hangszerkészítés, ezen belül a klasszikus gitár legnemesebb faanyaga.

### Dalbergia latifolia
A rio paliszander helyettesítésére leggyakrabban használt anyagot adja.
Elnevezései: kelet-indiai paliszander, sono keling.
A fa az indiai, dél-ázsiai trópusi alsó esőerdőkben terem, együtt például a teak-fával. Dél-amerikai rokonához képest magasabb, nagyobb törzsátmérőjű, szélesebb hasznosítható geszttel rendelkezik. Plantázsokban is termesztik, nem fenyegeti kipusztulás. Anyaga általában sötétebb, lilába hajló, sokszínű erezettel, de rajzolata egyhangúbb. Kevésbé hajlamos az alakváltozásra, mint a rio paliszander, illata kevésbé kellemes.

### Dalbergia variabilis
Nagyon értékes, dekoratív, sárgás alapon vöröses mintázatú anyaga van, illata valóban a rózsára emlékeztet.
Elnevezései: brazil paliszander, bahia rózsafa, pau rosa.
A fa a kelet-brazíliai trópusi alsó esőerdőkben, illetve a trópusi montán esőerdők alsó magassági szintjén nő. Alacsony fa, kis rönkátmérőt produkál. A szabálytalan növés miatt a faanyag rajzolata nagyon dekoratív.

### Egyéb dalbergia fajok
- Dalbergia spruceana: amazonas paliszander, para paliszander
- Dalbergia cubilquitzensis: guatemala paliszander
- Dalbergia stevensonii: honduras paliszander

## Egyéb paliszanderek
Néhány, a machaerium nemzetséghez tartozó fának az értékes rio paliszanderhez megtévesztésig hasonló tulajdonságú, szépségű anyaga van.
- Machaerium villosum: cerrado paliszander, jacaranda paulista
- Machaerium scleroxylon: santos paliszander, jacaranda, Caviuna